# 社坡河水库
社坡河水库是中国广西壮族自治区贵港市桂平市境内的一座水库，位于浔江支流油麻河上，建于1960年。水库正常库容为3275万立方米，集雨面积为98平方千米，海拔为72.1米。